# Europees kampioenschap voetbal onder 18 - 1998
Het Europees kampioenschap voetbal mannen onder 18 werd gehouden in 1998 in Cyprus. Er werd gespeeld vanaf 19 tot en met 26 juli 1998. Het toernooi werd voor de eerste keer gewonnen door Ierland. In de finale werd Duitsland verslagen na strafschoppen. Ook in de troostfinale waren er strafschoppen, Kroatië won en werd daarmee derde.
Dit toernooi bood ook de mogelijkheid tot kwalificatie voor het wereldkampioenschap onder 20 in 1999 in Nigeria. De nummers één, twee en drie van de twee groepen kwalificeerden zich voor dit toernooi. Uiteindelijk kwalificeerden Ierland, Duitsland, Kroatië, Spanje, Portugal en Engeland zich voor dat toernooi.

## Gekwalificeerde landen
| # | Land      | Gekwalificeerd als    |
| - | --------- | --------------------- |
| 1 | Cyprus    | Gastland              |
| 2 | Portugal  | Winnaars tweede ronde |
| 3 | Ierland   | Winnaars tweede ronde |
| 4 | Engeland  | Winnaars tweede ronde |
| 5 | Kroatië   | Winnaars tweede ronde |
| 6 | Spanje    | Winnaars tweede ronde |
| 7 | Litouwen  | Winnaars tweede ronde |
| 8 | Duitsland | Winnaars tweede ronde |

## Groepsfase

### Groep A
| Pos. | Land      | GW | W | G | V | DV | DT | +/− | Ptn. |
| ---- | --------- | -- | - | - | - | -- | -- | --- | ---- |
| 1    | Duitsland | 3  | 2 | 0 | 1 | 11 | 4  | +7  | 6    |
| 2    | Portugal  | 3  | 2 | 0 | 1 | 5  | 2  | +3  | 6    |
| 3    | Spanje    | 3  | 2 | 0 | 1 | 5  | 6  | –1  | 6    |
| 4    | Litouwen  | 3  | 0 | 0 | 3 | 2  | 11 | –9  | 0    |

|              |            |              |                                                                  |                                                                                            |
| 19 juli 1998 | Litouwen   | 1–7          | Duitsland                                                        | Antonis Papadopoulosstadion, Larnaca Toeschouwers: 200 Scheidsrechter: Adrian Stoica (ROM) |
| 19 juli 1998 | Trakys 53' | Externe link | 8' Majunke 65', 90' Kern 66' Timm 71' Voss 75' Gensler 80' Ernst | Antonis Papadopoulosstadion, Larnaca Toeschouwers: 200 Scheidsrechter: Adrian Stoica (ROM) |

|              |                        |              |              |                                                                          |
| 19 juli 1998 | Spanje                 | 2–1          | Portugal     | GSZ-stadion, Larnaca Toeschouwers: 50 Scheidsrechter: Jan Wegereef (NED) |
| 19 juli 1998 | Gerard 49' Couñago 71' | Externe link | 64' Carreira | GSZ-stadion, Larnaca Toeschouwers: 50 Scheidsrechter: Jan Wegereef (NED) |

|              |                        |              |          |                                                                                    |
| 21 juli 1998 | Portugal               | 2–0          | Litouwen | Ammochostosstadion, Larnaca Toeschouwers: 60 Scheidsrechter: Valentin Ivanov (RUS) |
| 21 juli 1998 | Marco Almeida 29', 83' | Externe link |          | Ammochostosstadion, Larnaca Toeschouwers: 60 Scheidsrechter: Valentin Ivanov (RUS) |

|              |                               |              |             |                                                                              |
| 21 juli 1998 | Duitsland                     | 4–1          | Spanje      | GSZ-stadion, Larnaca Toeschouwers: 600 Scheidsrechter: Pascal Garibian (FRA) |
| 21 juli 1998 | Deisler 4', 27' Kern 16', 19' | Externe link | 20' Barkero | GSZ-stadion, Larnaca Toeschouwers: 600 Scheidsrechter: Pascal Garibian (FRA) |

|              |                             |              |           |                                                                          |
| 23 juli 1998 | Portugal                    | 2–0          | Duitsland | GSZ-stadion, Larnaca Toeschouwers: 200 Scheidsrechter: Eric Romain (BEL) |
| 23 juli 1998 | Simão 30' Marco Almeida 43' | Externe link |           | GSZ-stadion, Larnaca Toeschouwers: 200 Scheidsrechter: Eric Romain (BEL) |

|              |                 |                                |               | |
| 23 juli 1998 | Spanje          | 2–1                            | Litouwen      | Antonis Papadopoulosstadion, Larnaca Toeschouwers: 200 Scheidsrechter: Emanuel Raphael Zammit (MLT) |
| 23 juli 1998 | Gerard 88', 89' | 1998-1998-266483/ Externe link | 54' Alunderis | Antonis Papadopoulosstadion, Larnaca Toeschouwers: 200 Scheidsrechter: Emanuel Raphael Zammit (MLT) |

### Groep B
| Pos. | Land     | GW | W | G | V | DV | DT | +/− | Ptn. |
| ---- | -------- | -- | - | - | - | -- | -- | --- | ---- |
| 1    | Ierland  | 3  | 2 | 0 | 1 | 8  | 3  | +5  | 6    |
| 2    | Kroatië  | 3  | 2 | 0 | 1 | 8  | 5  | +3  | 6    |
| 3    | Engeland | 3  | 2 | 0 | 1 | 3  | 4  | –1  | 6    |
| 4    | Cyprus   | 3  | 0 | 0 | 3 | 1  | 8  | –7  | 0    |

|              |                            |              |                                                   |                                                                                  |
| 19 juli 1998 | Kroatië                    | 2–5          | Ierland                                           | Municipal Stadium, Agia Napa Toeschouwers: 500 Scheidsrechter: Eric Romain (BEL) |
| 19 juli 1998 | Deranja 25' Bjelanović 39' | Externe link | 2', 90' George 10' Keane 45' McPhail 66' Patridge | Municipal Stadium, Agia Napa Toeschouwers: 500 Scheidsrechter: Eric Romain (BEL) |

|              |          |              |                     |                                                                                       |
| 19 juli 1998 | Engeland | 2–1          | Cyprus              | Paralimnistadion, Paralimni Toeschouwers: 4.000 Scheidsrechter: Valentin Ivanov (RUS) |
| 19 juli 1998 | Matthews | Externe link | 19' (e.d.) Woodgate | Paralimnistadion, Paralimni Toeschouwers: 4.000 Scheidsrechter: Valentin Ivanov (RUS) |

|              |                                  |              |        |                                                                                            |
| 21 juli 1998 | Kroatië                          | 3–0          | Cyprus | Paralimnistadion, Paralimni Toeschouwers: 250 Scheidsrechter: Emanuel Raphael Zammit (MLT) |
| 21 juli 1998 | Mikić 37' Vranješ 41' Lovrek 90' | Externe link |        | Paralimnistadion, Paralimni Toeschouwers: 250 Scheidsrechter: Emanuel Raphael Zammit (MLT) |

|              |           |              |         |                                                                                            |
| 21 juli 1998 | Engeland  | 1–0          | Ierland | Anagennisi Football Ground, Derynia Toeschouwers: 4.000 Scheidsrechter: Jan Wegereef (NED) |
| 21 juli 1998 | Smith 85' | Externe link |         | Anagennisi Football Ground, Derynia Toeschouwers: 4.000 Scheidsrechter: Jan Wegereef (NED) |

|              |                                   |              |          |                                                                                             |
| 23 juli 1998 | Kroatië                           | 3–0          | Engeland | Anagennisi Football Ground, Derynia Toeschouwers: 2.500 Scheidsrechter: Adrian Stoica (ROM) |
| 23 juli 1998 | Banović 38' (pen.) Mikić 79', 90' | Externe link |          | Anagennisi Football Ground, Derynia Toeschouwers: 2.500 Scheidsrechter: Adrian Stoica (ROM) |

|              |                             |              |        |                                                                                        |
| 23 juli 1998 | Ierland                     | 3–0          | Cyprus | Municipal Stadium, Agia Napa Toeschouwers: 1.500 Scheidsrechter: Pascal Garibian (FRA) |
| 23 juli 1998 | B. Quinn 19' Keane 45', 78' | Externe link |        | Municipal Stadium, Agia Napa Toeschouwers: 1.500 Scheidsrechter: Pascal Garibian (FRA) |

## Knock-outfase

### Troostfinale
|              |               |     |         |                                                                              |
| 26 juli 1998 | Portugal      | 0–0 | Kroatië | GSZ-stadion, Larnaca Toeschouwers: 400 Scheidsrechter: Valentin Ivanov (RUS) |
| 26 juli 1998 | Externe link  |     |         | GSZ-stadion, Larnaca Toeschouwers: 400 Scheidsrechter: Valentin Ivanov (RUS) |
| 26 juli 1998 | Strafschoppen |     |         | GSZ-stadion, Larnaca Toeschouwers: 400 Scheidsrechter: Valentin Ivanov (RUS) |
| 26 juli 1998 | 4–5           |     |         | GSZ-stadion, Larnaca Toeschouwers: 400 Scheidsrechter: Valentin Ivanov (RUS) |

### Finale
|                    |               |              |             |                                                                            |
| 26 juli 1998 19:30 | Ierland       | 1–1          | Duitsland   | GSZ-stadion, Larnaca Toeschouwers: 2.500 Scheidsrechter: Eric Romain (BEL) |
| 26 juli 1998 19:30 | A. Quinn 70'  | Externe link | 89' Gensler | GSZ-stadion, Larnaca Toeschouwers: 2.500 Scheidsrechter: Eric Romain (BEL) |
| 26 juli 1998 19:30 | Strafschoppen |              |             | GSZ-stadion, Larnaca Toeschouwers: 2.500 Scheidsrechter: Eric Romain (BEL) |
| 26 juli 1998 19:30 | 4–3           |              |             | GSZ-stadion, Larnaca Toeschouwers: 2.500 Scheidsrechter: Eric Romain (BEL) |